# Висляне

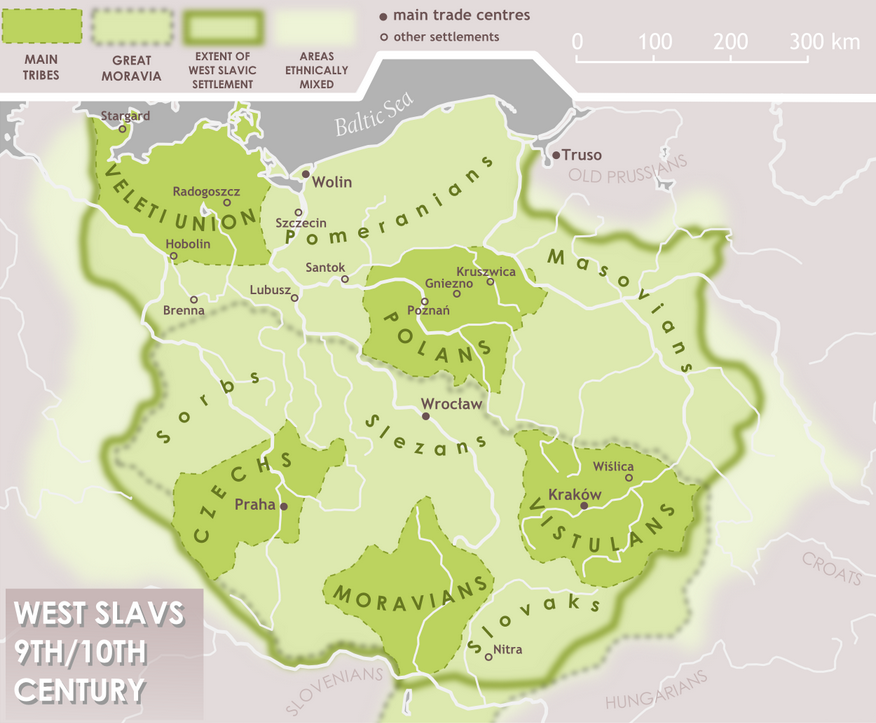
Западнославянские племена в IX—X веках

Висля́не (пол. Wiślanie) — западнославянское племенное объединение, жившее как минимум с VII века по верхнему течению Вислы (их название, собственно, и означает «живущие по Висле»), занимая западную часть современной Малой Польши. Впервые упоминается во второй половине IX века, когда висля́не положили начало Малопольскому княжеству, с центрами в Кракове , Сандомире и Страдуве. В конце IX века земли вислян вошли в Великоморавскую державу, а в начале X века в состав Чехии. В конце столетия были покорены королём Великой Моравии Святополком I и были вынуждены принять крещение. В конце X века при Болеславе Храбром Малая Польша с землями вислян и Краков были присоединены к польскому государству.